# Mathieu-Louis Mueseler
Mathieu-Louis Mueseler (Luik, 22 februari 1799 - aldaar, 28 juli 1866) was een Belgisch ingenieur en uitvinder van de veiligheidslamp in de mijnbouw die zijn naam draagt.

## De lamp van Mueseler
In 1783 zocht men naar een veilige oplossing voor de explosieproblemen die voorkwamen in de mijnbouw op vraag van Société libre d'Émulation de Liège. De Brit Humphrey Davy deed in 1815 al een poging met een lamp die aan alle kanten afgeschermd was met een dunne laag metaal. Het meeste licht werd echter door deze laag tegengehouden. In 1840 schreef de Académie royale des Sciences de Belgique een wedstrijd uit om het probleem van het explosiegevaar op te lossen. Hier bood de lamp van Mueseler de oplossing. De lamp dooft immer als het luchtmengsel explosief wordt. 
Unaniem werd zijn lamp bekroond en in 1864 door de regering van Charles Rogier voorgeschreven als lamp. Ook in enkele mijnen in Frankrijk en Engeland werden deze lampen gebruikt. 

## Eerbetoon
- De Rue Mueseler te Luik